# Johann Heinrich Heim
Johann Heinrich Heim (* 16. November 1802 in Gais; † 22. Dezember 1876 ebenda, heimatberechtigt ebenda) war ein Schweizer Politiker und Arzt. Von 1848 bis 1851 gehörte er dem Nationalrat an. Er förderte die Molkenkur in Gais und setzte zahlreiche liberale Reformen im Kanton Appenzell Ausserrhoden durch.

## Biografie
Der Sohn des Wirts Samuel Heim, der Gais massgeblich als Molkenkurort etabliert hatte, besuchte ein Privatinstitut in Altstätten und das Gymnasium in Biel. Anschliessend studierte er Theologie an den Universitäten Zürich und Tübingen. Aufgrund einer Verletzung, die er sich in Tübingen bei einem Duell zugezogen hatte, wechselte er das Fach und studierte Medizin in Würzburg und Paris. Er erwarb 1824 den Doktortitel in Medizin (Dr. med.). Ab 1825 führte Heim eine Arztpraxis in Gais und förderte dort die Molkenkur. Zwei Jahre später gehörte er zu den Mitbegründern der Gesellschaft Appenzellischer Ärzte.
In den 1830er Jahren setzte sich Heim für verschiedene Reformen im Kanton Appenzell Ausserrhoden ein. Er war Hauptinitiant der Revision des Landbuchs und ein Kämpfer für Reformen. Er befürwortete die freie Niederlassung von Katholiken, forderte die Humanisierung des Strafvollzugs sowie die Abschaffung der Todesstrafe. 1833/34 sowie von 1845 bis 1848 war er Gemeindehauptmann von Gais und Ausserrhoder Grossrat. Ab 1834 gehörte er der Kantonsregierung an: Von 1834 bis 1839 amtierte er als Landesfähnrich, von 1839 bis 1844 sowie ab 1848 bis 1853 als Landeshauptmann und in den Jahren 1844 bis 1845 als Landesstatthalter. Durch seine fast doktrinäre liberale Haltung grossen Widerstand hervorrief. Dies führte 1845 zu seiner Abwahl. Bei den ersten gesamtschweizerischen Wahlen im Oktober 1848 wurde Heim in den Nationalrat gewählt, worauf er sich der freisinnigen Fraktion anschloss. 1851 trat er aus beruflichen Gründen als Nationalrat zurück, zwei Jahre später gab er auch sein Regierungsmandat auf.
Auf gesamtschweizerischer Ebene machte Heim sich von 1847 bis 1848 als Eidgenössischer Repräsentant um die Rekonstituierung des Kantons Schwyz nach dem Sonderbundskrieg verdient.

## Werke (Auswahl)
- Über den medicinischen Gebrauch der Molken. St. Gallen: Wegelin und Rätzer 1824.
- Die Heilkräfte der Alpenziegen-Molken und der Molkenkurort Gais. Zürich: Schulthess 1844.